# Neoregelia roethii
Neoregelia roethii là một loài thực vật có hoa trong họ Bromeliaceae. Loài này được W.Weber mô tả khoa học đầu tiên năm 1982.